# Messier
Messier (Мессьє) — з 1920 року французький виробник пневматичної підвіски та автомобілів. Штаб-квартира розташована в місті Монруж. У 1931 році компанія припинила виробництво автомобілів.

## Жорж Мессьє
У 1919 році двадцятитрирічний інженер Жорж Мессьє експериментував з пневматичною підвіскою на шасі Peugeot 201, встановивши невеликі балони на передній і задній осі, в які він подав повітря. Метою цієї дії було досягти максимального комфорту для пасажирів автомобіля, все-таки ресори різного типу не могли надати належного комфорту, до того ж, Мессьє намагався хоч якось знизити центр ваги. Ще одним плюсом конструкції була можливість автоматично регулювати задню підвіску залежно від навантаження.
Ідея Мессьє була не новаційною, ще в 1901 році американець Вільям У. Хамфріс запатентував пневмопідвіску, але ніхто так і не скористався його ідеями, поки француз не почав свої досліди.

## Заснування компанії. Початок виробництва автомобілів
У результаті випробування французького інженера виявилися вдалими, і в 1920 році Мессьє відкриває в Монруж власну контору - Messier Automobiles. Однак, якщо перші масові машини, які оснастили пневмопідвіскою, були престижного класу, наприклад, Cadillac Eldorado Brougham 1957 модельного ряду, то Мессьє пішов протилежним шляхом. Його перші автомобілі, які фірма почала виготовляти в 1924 році, виявилися малого класу і оснащувалися досить малими двигунами об'ємом 1.5 л і 1.6 л, що купувалися у фірми La Compagnie Industrielle des Moteurs a Explosion, або скорочено CIME. Перший мотор ставили на версію з відкритим кузовом "Турінг", другий же ставився на більш важкі седани. "Автомобілі без ресор" ("voitures sans ressorts") мали по балону біля кожного переднього колеса, балони були невеликими - всього 6 см з діаметрі, ззаду стояли коротші балони, але вони були на 1 см ширшими в діаметрі. Повітря під тиском подавалося в балони з центрального резервуару, де під невеликим тиском був загнаний газ, а також невелика кількість мастила - для змащення вузлів з'єднання.
Мессьє намагався просунути свою продукцію за допомогою спорту. У березні 1925 року Раймонд бере участь в марафоні Париж-Ніцца і приходить третім в класі автомобілів до 1.5 л. Через півроку Сенфорд і Соро приходять першими в цьому ж класі, узявши участь в марафоні Париж-Піренеї-Париж. Це був відмінний результат, враховуючи, що майже половина автомобілів вибула під час гонки, стартувало 45 автомобілів, повернулося в Париж тільки 23. У грудні 1925 року Раймонд і Соро виграють "Різдвяну гонку" в Реймсі. Раймон завдяки пневмопідвісці ставить рекорд середньої швидкості серед всіх класів на найгіршому відрізку гонки - Суассон - Шато-Тьєррі. Влітку 1926 року той же Раймонд приходить першим з 48 учасників в гонці в Остенде, подолавши 750 км, а його напарник Соро приходить п'ятим в своєму класі.
У 1928 році Мессьє вирішує виготовляти машини більшого класу, і під капотом його продукції з'являються шести- і навіть восьмициліндрові мотори об'ємом 2.8 (16CV), 3.3 (18CV), 3.6 (20CV) і 4.85 (24CV) літра, які закуповувалися у американської фірми Lycoming. У продовженні спортивних перемог фірма вирішила і далі брати участь в гонках, так Раймонд, беручи участь в гонках на Лазурному березі, приходить першим в класі до 5 літрів. Через рік в каталогах залишилися тільки восьмициліндрові моделі, які тепер носили індекси 24CV і 30CV, хоча для карет швидкої допомоги продовжували постачати шасі з більш економним шестициліндровим мотором.

## Припинення виробництва автомобілів. Закриття компанії

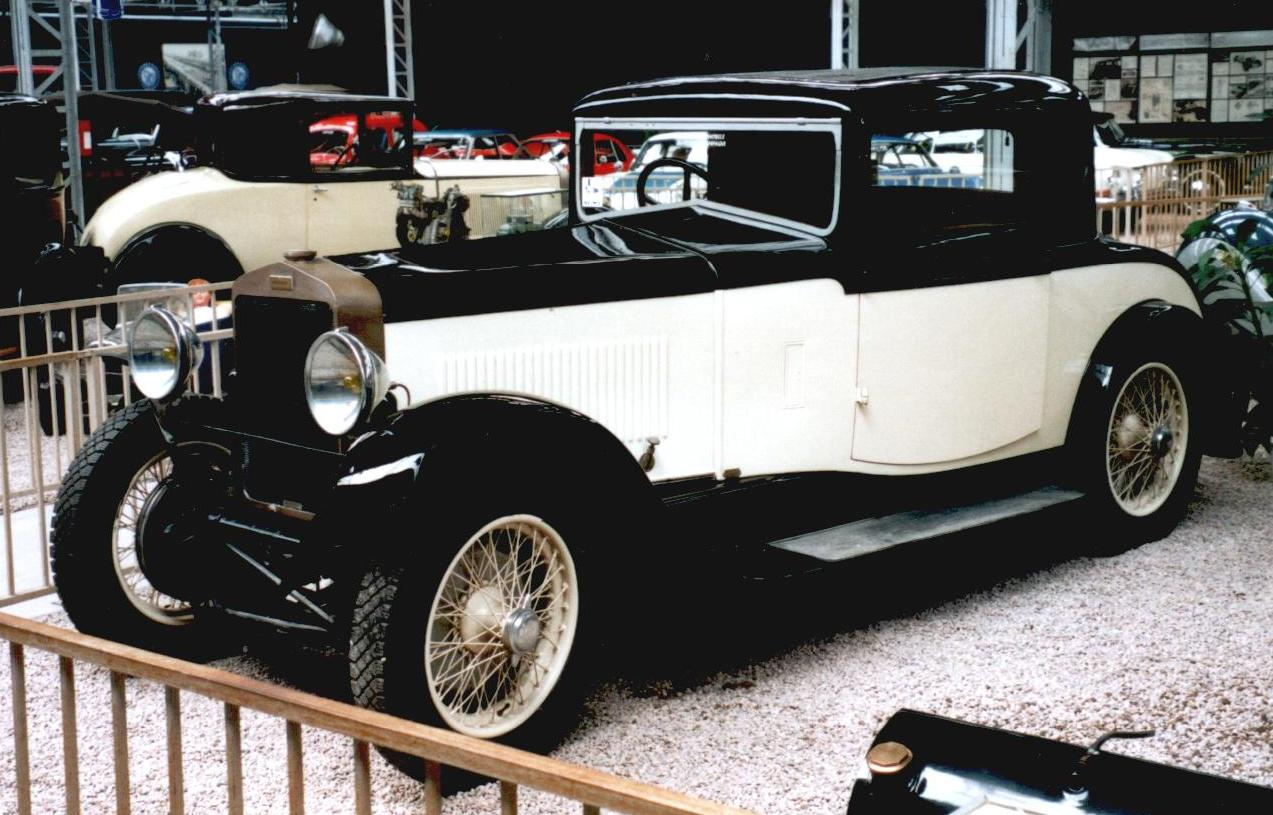
Восьмициліндровий Messier MS31 1929 року з кузовом купе

У 1931 році Мессьє припиняє виробництво автомобілів, повністю переключившись на виготовлення пневмостійок й інших компонентів для літаків, ще в 1928 році він разом з Рене Люсьєном заснував компанію Société Française de Matériel d'Aviation. Через два роки, у віці 36 років, Жорж Мессьє гине, впавши з коня під час верхової прогулянки, але фірма продовжує нести його прізвище в назві, й існує до цього дня, називаючись Messier-Bugatti-Dowty. Всього за сім років виробництва було побудовано тільки 150 автомобілів, причому, карет "швидкої допомоги" було побудовано третину від цього числа. До наших днів дійшла всього одна машина.
Майже через 20 років після смерті Мессьє його співвітчизник Поль Межьє реалізує напрацювання Жоржа у своїх дослідах, додавши в систему мастило. Тим самим на світ з'являється легендарна гідропневматика Citroen, яка вже розійшлася мільйонним тиражем і виготовлялася за ліцензією такими грандами, як Daimler-Benz і Rolls-Royce.

## Список автомобілів Messier
- 1924 - Messier 1.5-litre
  - Messier 1.6-litre
- 1928 - Messier 16CV
  - Messier 18CV
  - Messier 20CV
  - Messier 24CV
- 1929 - Messier 30CV